# Omloppsbana

En satellit i omloppsbana runt jorden har en tangentiell hastighet och acceleration mot centrum.

Omloppsbana kallas en elliptisk bana runt ett dominerande gravitationscentrum, sådan att ett föremål som initialt tvingas in i banan med en given hastighet sedan kan fortsätta att följa banan med gravitation som enda påverkande kraft.

## Flykthastighet
För varje given omloppsbana finns det en hastighet som ett föremål i banan måste hålla. Om ett föremål ligger i banan men rör sig för sakta kommer det att falla mot himlakroppen, och om det rör sig snabbare kommer det att fortsätta ut i rymden.

## Typer
Beroende på banans parametrar kan den klassificeras i olika typer:

### Höjder
- Låg omloppsbana runt jorden, är en omloppsbana som har en maxhöjd på 2 000 km.
- Medelhög omloppsbana runt jorden, är en omloppsbana som har en minimihöjd på 2 000 km och en maxhöjd på 35 786 km.
- Geostationär omloppsbana runt jorden, på en exakt höjd av 35 786 km.
- Hög omloppsbana runt jorden, är en omloppsbana med minimihöjd av 35 786 km.

### Låg omloppsbana
Låg omloppsbana eller LEO (från engelskans "Low Earth Orbit") har lägsta höjd på 160 kilometer och högsta höjd på 2000 kilometer från jordytan. Internationella rymdstationen finns här liksom merparten av alla satelliter.

### Geostationär bana
Geostationär bana (ett specialfall av geosynkrona banor) är en cirkulär omloppsbana i ekvatorsplanet med samma omloppstid som planetens rotationstid. Den kombinerade effekten blir att föremålet verkar "sväva" över samma fläck över ekvatorn. Denna typ av banor är vanlig hos telekommunikations- och väderlekssatelliter där det är viktigt att satelliten befinner sig på samma position relativt Jorden.

### Polär bana
Polära banor är omloppsbanor där föremålet färdas huvudsakligen över polerna, snarare än över ekvatorn. Dessa banor är vanliga hos rymdfarkoster där man vill kunna observera hela planetens yta, som till exempel spionsatelliter. Om banans omloppstid inte är en jämn multipel av planetens rotationstid, kommer varje "svep" som banan gör att gå över en annorlunda del av planetytan. Så småningom leder detta till att hela planetytan överflygs. Rymdsonden Magellan hade en högt excentrisk polär omloppsbana runt Venus, ifrån vilken den kartlade över 98 % av planetens yta med radar.

#### Solsynkron bana
Solsynkrona banor är speciella polära banor som används när man vill att rymdfarkosten skall genomföra fotografisk observation. Genom exakt vinkling av banan kan man se till att vinkeln solen-planeten-satelliten har konstant vinkel, så att skuggorna blir likartade från varv till varv. Fotografiska spionsatelliter och kartläggningssonder (som till exempel Mars Global Surveyor) runt andra planeter använder sig av solsynkrona banor.

### Molnijabana
Molnijabanor används för att uppnå några av fördelarna hos geostationära banor när det är för kostsamt att placera farkoster i just geostationära banor, oftast när uppskjutningsplatsen befinner sig på en hög breddgrad som till exempel Kosmodromen i Bajkonur eller Esrange.